# Bergouey-Viellenave
Bergouey-Viellenave (baskisch Burgue-Erreiti) ist eine französische Gemeinde mit 120 Einwohnern (Stand: 1. Januar 2022) im Département Pyrénées-Atlantiques in der Region Nouvelle-Aquitaine (vor 2016: Aquitanien). Sie gehört zum Arrondissement Bayonne und zum Kanton Pays de Bidache, Amikuze et Ostibarre (bis 2015: Kanton Bidache). Die Einwohner werden Burguetar genannt.

## Geographie
Bergouey-Viellenave liegt etwa 34 Kilometer ostsüdöstlich von Bayonne. Durch die Gemeinde fließt die Bidouze, in die hier der Minhurièta Erreka und an der nördlichen Gemeindegrenze der Lauhirasse einmünden. Umgeben wird Bergouey-Viellenave von den Nachbargemeinden Arancou im Norden, Labastide-Villefranche im Osten und Nordosten, Ilharre im Osten und Südosten, Labets-Biscay im Süden, Masparraute im Süden und Südwesten sowie Arraute-Charritte im Westen.
Durch die Gemeinde führt die Via Turonensis, eine Variante des Jakobswegs.

## Geschichte
1973 wurden die Gemeinden Arancou, Bergouey und Viellenave-sur-Bidouze zusammengeschlossen. Arancou schied 1977 aus der Gemeinde wieder aus.

### Bevölkerungsentwicklung
| 1962                      | 1968 | 1975 | 1982 | 1990 | 1999 | 2006 | 2013 |
| ------------------------- | ---- | ---- | ---- | ---- | ---- | ---- | ---- |
| 122                       | 100  | 261  | 146  | 120  | 112  | 111  | 125  |
| Quelle: Cassini und INSEE |      |      |      |      |      |      |      |

## Sehenswürdigkeiten
- Kirche Saint-Jacques-le-Majeur aus dem 13. Jahrhundert, Monument historique
- Kirche Notre-Dame-de-l'Assomption-de-la-Bienheureuse-Vierge-Marie aus dem 19. Jahrhundert
- Burg Gramont aus dem 12. Jahrhundert
- Brücke aus dem 18. Jahrhundert
- Mühle aus dem 17. Jahrhundert